# فانغ فينغ
فانغ فينغ (لاو:ວັງວຽງ) هي مدينة سياحية تقع في لاوس وفي مقاطعة فينتيان نحو اربع ساعات بالحافلة شمال العاصمة، تقع البلدة علي نهر سونغ نام وتتميز البلدة بالمناظر الطبيعة المحيطة بالبلدة

## صور

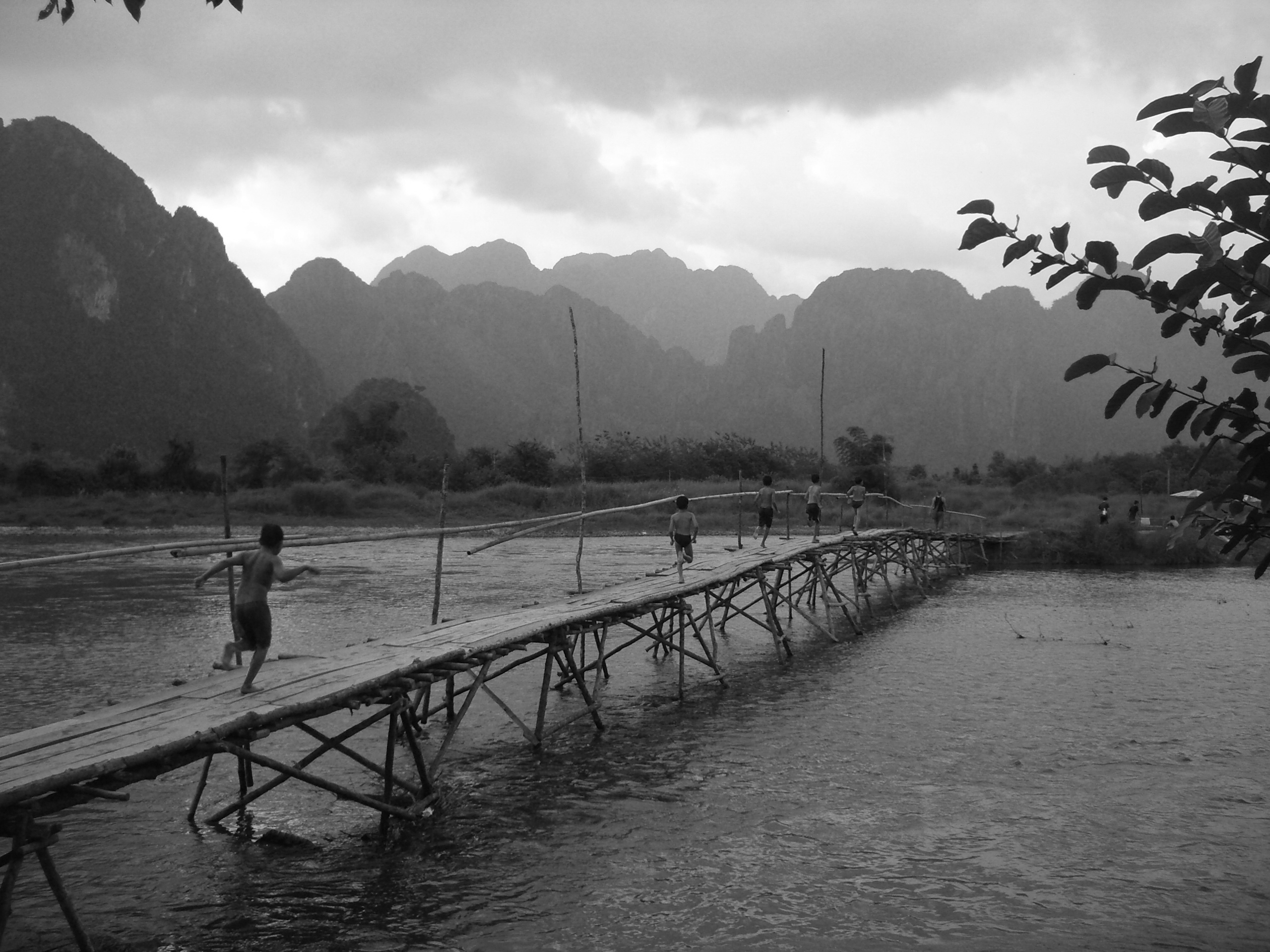
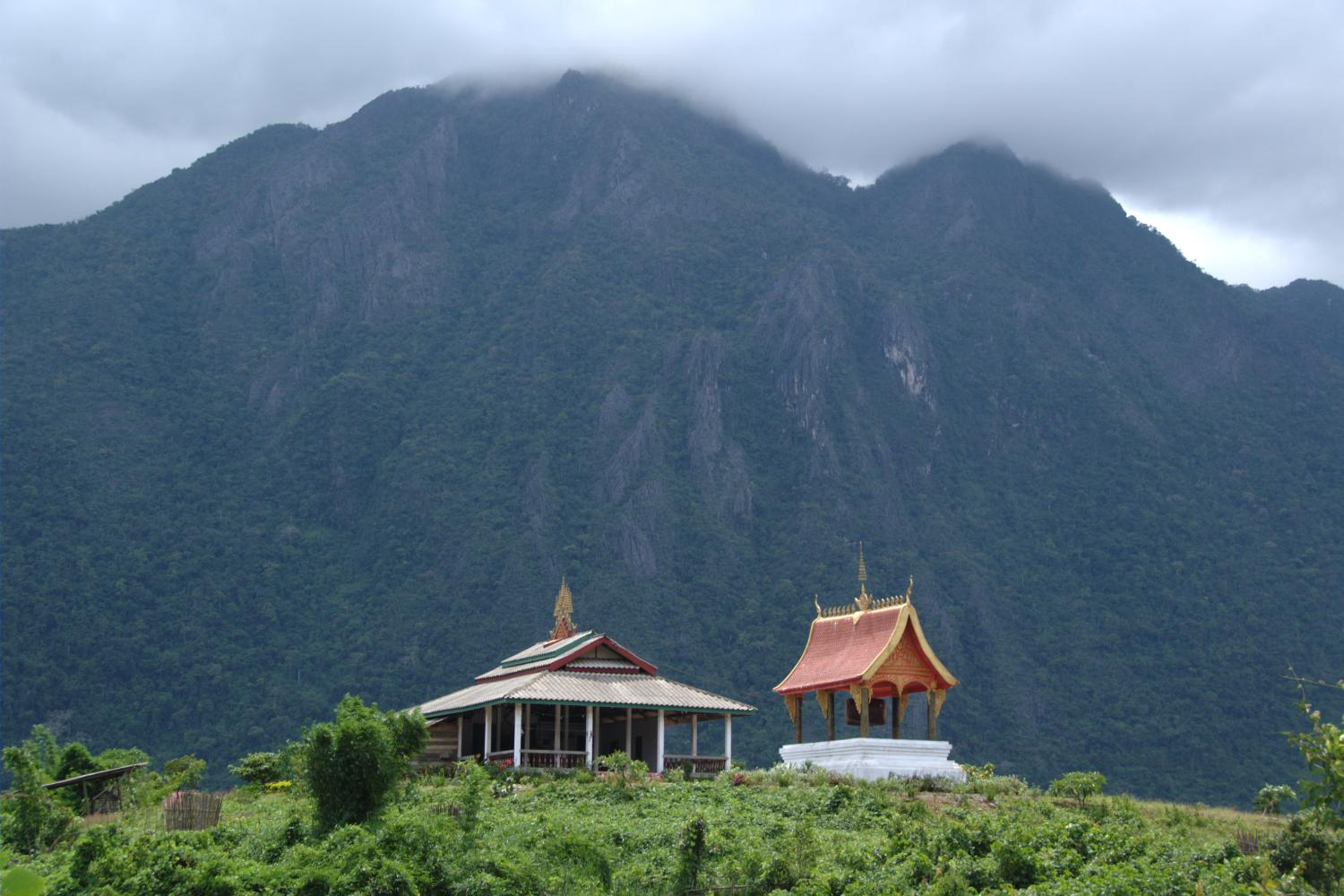
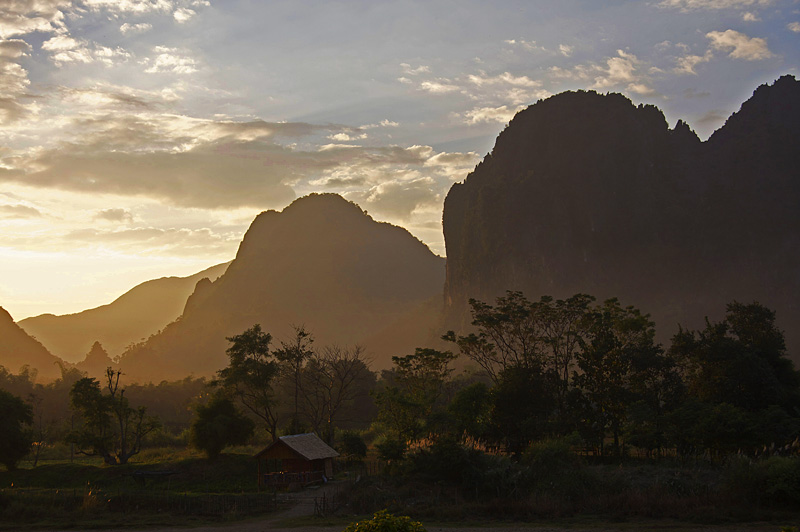
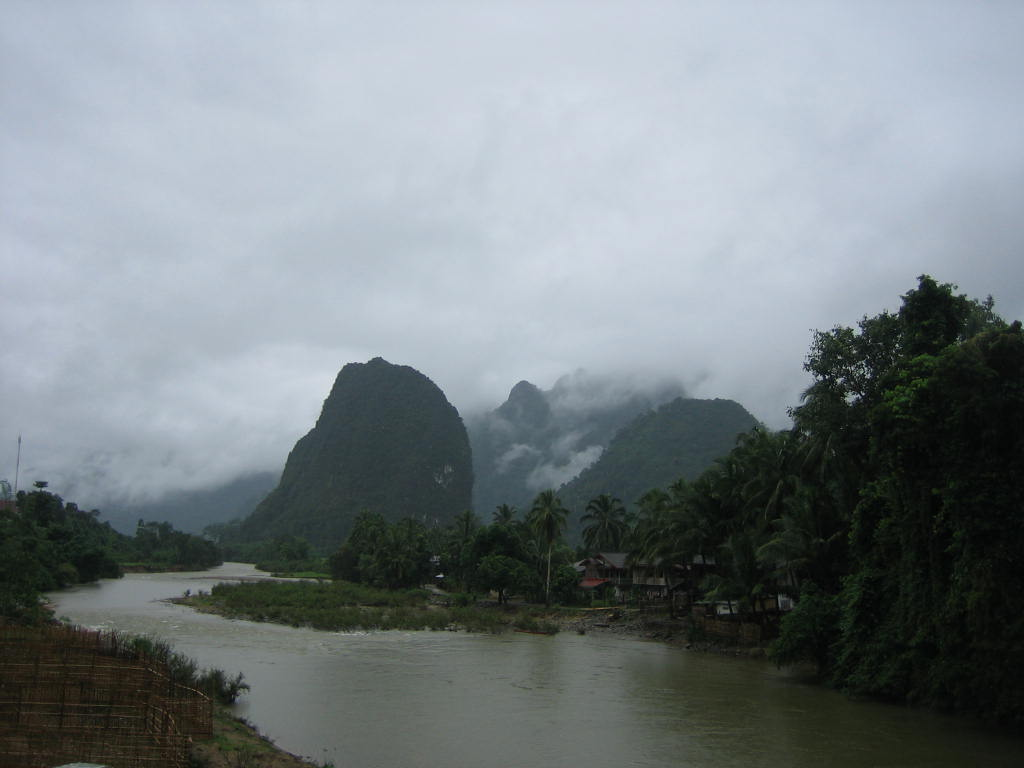
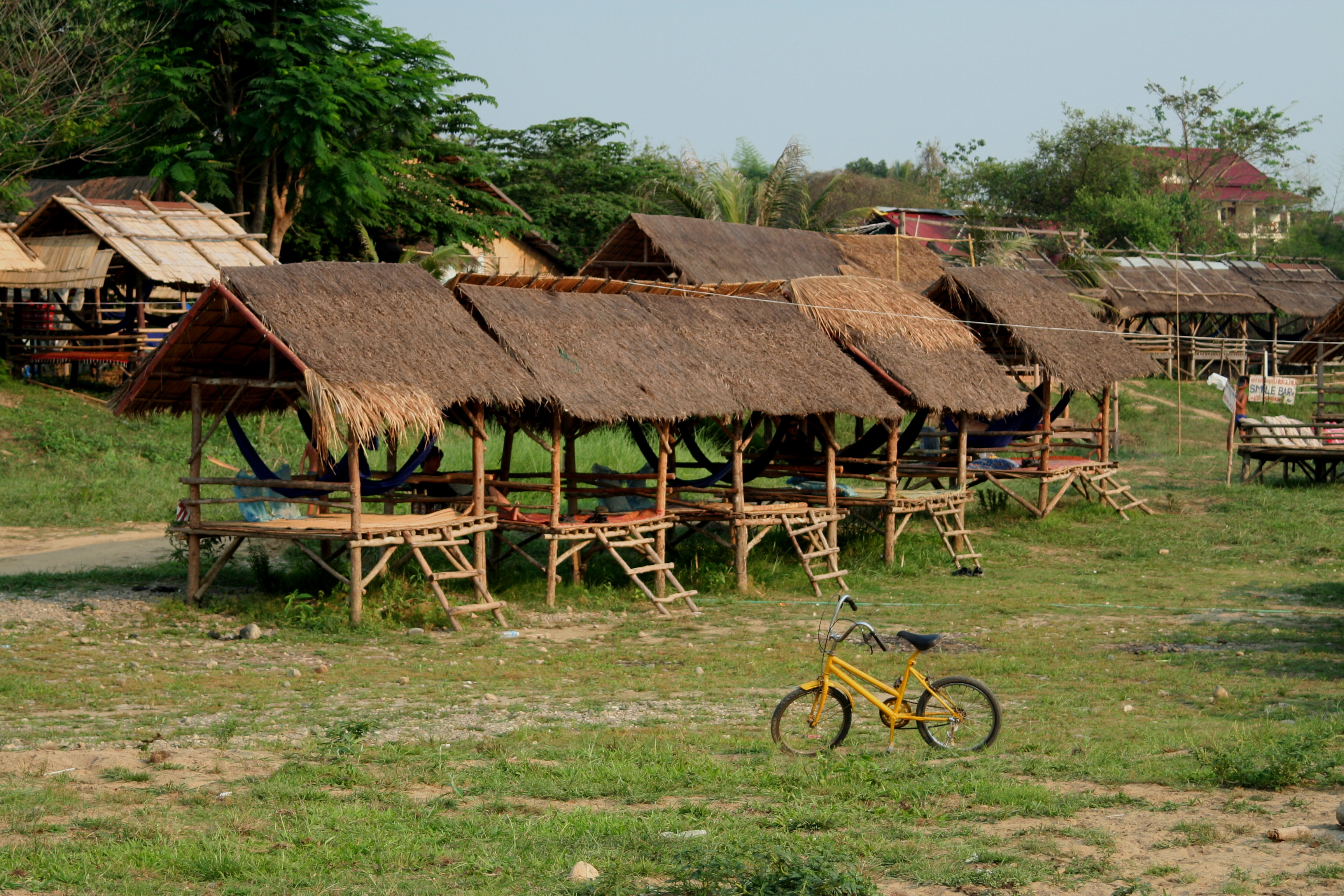